# Hoogstede
Hoogstede là một đô thị thuộc huyện Grafschaft Bentheim trong bang Niedersachsen. Dân sốc cuối năm 2006 là 2925 người.
Hoogstede nằm ở tây bắc của Nordhorn tại biên giới Đức-Hà Lan. Sông Vechte chảy qua htị xã.
Cộng đồng này gồm có 7 khu vực dân cư: Hoogstede, Kalle, Tinholt, Arkel, Bathorn, Scheerhorn và Berge.